# Карън Найберг
Карън Луджин Найберг (на английски: Karen LuJean Nyberg) e американска астронавтка, участник в два космически полета и дълговременен престой в космоса по време на Експедиция 36 на МКС.

## Образование
Карън Найберг завършва обществения колеж Henning Public High School в Хенинг, Минесота през 1988 г. През 1994 г. завършва университета на Северна Дакота с бакалавърска степен по инженерна механика. През 1996 г. става магистър, а през 1998 г. получава научна степен доктор по същата специалност от Щатския университет на Тексас.

## Служба в НАСА
Карън Найберг е избрана за астронавт от НАСА на 26 юли 2000 г., Астронавтска група №18. Взема участие в два космически полета.

## Полет
Карън Л. Найберг лети в космоса като член на екипажа на две мисии:
| Космически полет на Карън Луджин Найберг                        | Космически полет на Карън Луджин Найберг | Космически полет на Карън Луджин Найберг | Космически полет на Карън Луджин Найберг | Космически полет на Карън Луджин Найберг | Космически полет на Карън Луджин Найберг | Космически полет на Карън Луджин Найберг |
| №                                                               | Дата                                     | КК                                       | Емблема на мисията                       | Функции                                  | Продължителност                          |                                          |
| --------------------------------------------------------------- | ---------------------------------------- | ---------------------------------------- | ---------------------------------------- | ---------------------------------------- | ---------------------------------------- | ---------------------------------------- |
| 1                                                               | 31 май 2008                              | „Дискавъри“, мисия STS-124               |                                          | Специалист на мисията                    | 13 денонощия 18 часа 13 мин. 07 сек.     |                                          |
| 2                                                               | 28 май 2013                              | „Союз ТМА-09М“, мисия STS-124            |                                          | Бордови инженер                          | 166 денонощия 06 часа 18 мин.            |                                          |
| Сумарно време в космоса – 180 денонощия 00 часа 31 мин. 07 сек. |                                          |                                          |                                          |                                          |                                          |                                          |

## Личен живот
Карън Найберг е омъжена за астронавта от НАСА Дъглас Хърли. Двамата имат един син.